# 季姆琴基 (津科夫區)
50°6′41″N 34°29′55″E / 50.11139°N 34.49861°E
季姆琴基（烏克蘭語：Тимченки），是烏克蘭中部的村莊，隸屬波爾塔瓦州的波爾塔瓦區。該村分別距離克尼亞熱瓦斯洛博達0.5公里和薩蘭奇夫卡1.5公里，面積0.56平方公里，海拔高度123米，2001年人口26。